# Gare de Chatelay - Chissey
 (janvier 2018).
Si vous disposez d'ouvrages ou d'articles de référence ou si vous connaissez des sites web de qualité traitant du thème abordé ici, merci de compléter l'article en donnant les références utiles à sa vérifiabilité et en les liant à la section « Notes et références ».
La gare de Chatelay - Chissey est une gare ferroviaire française (fermée) de la ligne de Dijon-Ville à Vallorbe (frontière), située sur le territoire de la commune de Chatelay, dans le département du Jura, en région Bourgogne-Franche-Comté.
Elle est mise en service en 1867 par la Compagnie des chemins de fer de Paris à Lyon et à la Méditerranée (PLM), et fermée dans les années 1980 par la Société nationale des chemins de fer français (SNCF).

## Situation ferroviaire
Établie à 237 mètres d'altitude, la gare de Chatelay - Chissey est située au point kilométrique (PK) 380,152 de la ligne de Dijon-Ville à Vallorbe (frontière), entre les gares ouvertes de Montbarrey et d'Arc-et-Senans.

## Histoire

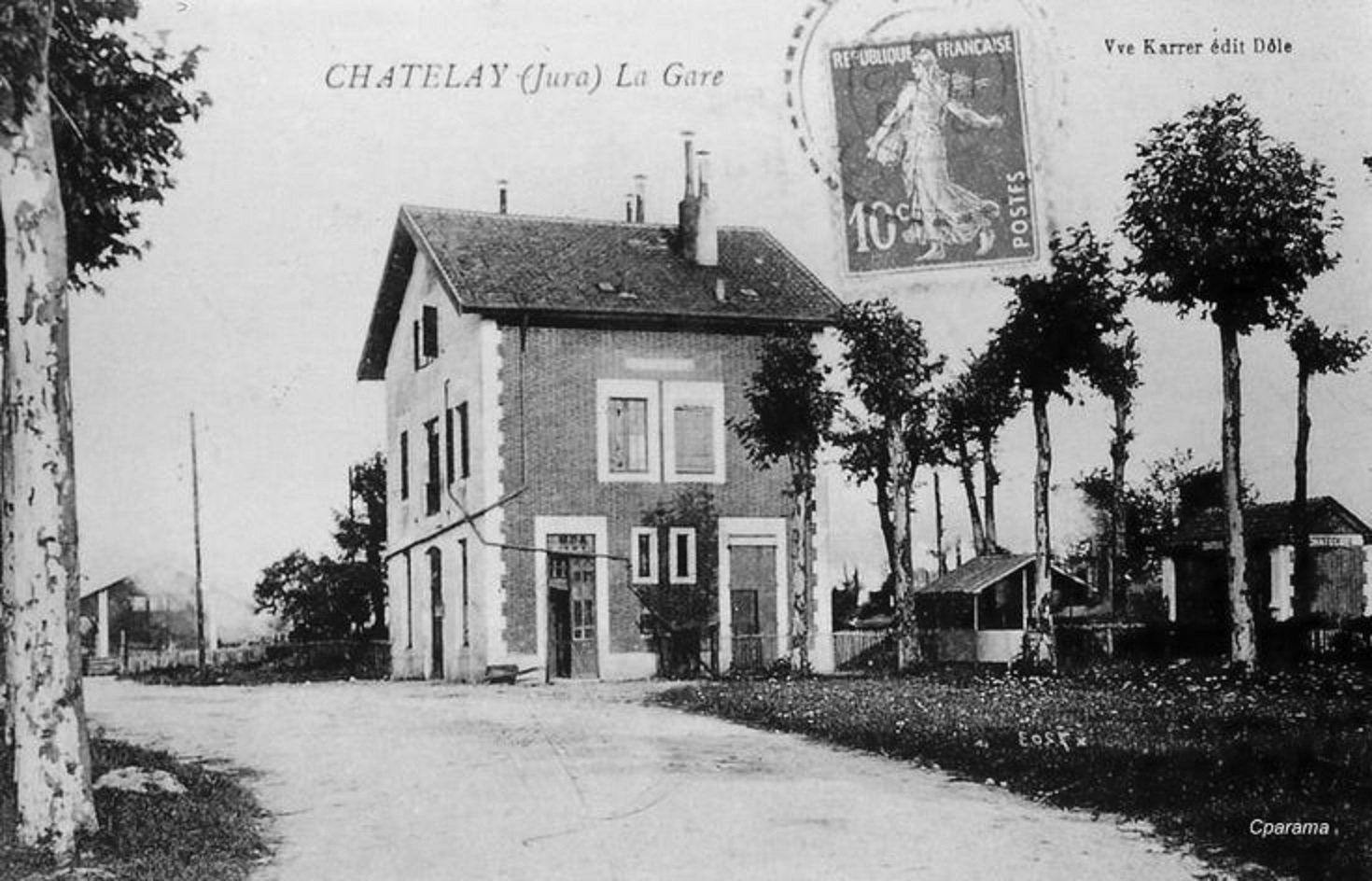
La gare en activité.